# ニアン・ンディ・クンバ
ニアン・ンディ・クンバ（Niang Ndeye Coumba、1999年1月14日 - ）は、セネガルの女子バスケットボール選手である。ポジションはセンター。Wリーグのプレステージ・インターナショナル アランマーレ所属。

## 来歴
一関学院高校に留学しでインターハイ出場、日本経済大でインカレ5位。
2022年、プレステージ・インターナショナル アランマーレにアーリーエントリーを経て加入。